# Jean de Villenfagne de Vogelsanck
Jean Marie Alphonse Camille Ghislain Robert baron de Villenfagne de Vogelsanck (Zolder, 27 november 1888 - Ukkel, 14 december 1976) was een Belgisch edelman. Hij was van 1930 tot 1947 burgemeester van Zolder, tegenwoordig een deelgemeente van Heusden-Zolder.

## Afkomst
Jean de Villenfagne de Vogelsanck was een telg uit het oude geslacht De Villenfagne dat reeds op het einde van de 17de eeuw door koning Karel II van Spanje in de adelstand werd verheven met de erfelijke titel baron en barones voor alle nakomelingen. In 1785 verkreeg de oudste telg van de familietak De Villenfagne de Vogelsanck van keizer Jozef II van het Heilige Roomse Rijk de titel baron van het Heilige Roomse Rijk der Duitse Natie.
Hij was de zoon van Leon de Villenfagne de Vogelsanck (1861-1930) en Marie Caroline de Selys-Fanson (1863-1947) en werd geboren als tweede kind in het gezin na zijn oudste zus Hélène (1887-1966).

## Levensloop
Jean de Villenfagne de Vogelsanck was een uitstekend student. Hij studeerde in 1911 af aan de Katholieke Universiteit Leuven als doctor in de rechten.
Na de vrij plotse dood van zijn vader Leon in 1930 volgde zoon Jean hem op als burgemeester. Als burgervader had hij een luisterend oor voor de problemen van de inwoners van zijn gemeente. Bij de gemeenteraadsverkiezingen van 1932 en 1938 behaalde zijn lijst dan ook de absolute meerderheid. In 1941 werd Alfons Mullens aangesteld als oorlogsburgemeester maar De Villenfagne nam zijn burgemeestersfunctie in 1944 terug op. 
Ook de eerste naoorlogse verkiezingen eind 1946 won hij. Na de dood van zijn moeder in 1947 droeg hij de burgemeesterssjerp over aan Michel Schepers die echter al na twee jaar overleed.
Na zijn politiek afscheid bestudeerde de baron de genealogie van zijn voorouders en de diepste wortels van de vroegere heerlijkheid Land van Vogelsanck. Hierbij maakte hij gebruik van de rijke bibliotheek in het kasteel.

## Huwelijk en nakomelingen
Jean de Villenfagne de Vogelsanck trouwde op 7 mei 1913 met Elisabeth van de Werve d'Immerseel (1892-1990), dochter van burggraaf Ludovic van de Werve d'Immerseel (1859-1943) en gravin Charlotte de Lannoy (1863-1930). Zij kregen zeven kinderen:
- baron Alphonse (1914-2003) werd cisterciënzermonnik.
- baron Henri (1916-2015). Hij werd aangeduid als erfgenaam en volgende titeldrager omdat zijn oudere broer in het kloosterleven ging.
- barones Gaëtane (1917-?) werd religieuze.
- baron Robert (1920-2015) die huwde met Nicole de Meeûs d'Argenteuil. Zij kregen vier kinderen.
- baron Leon (1921-2006) die huwde met Hélène de Potesta. Zij kregen vier kinderen.
- barones Françoise (1922-2001) werd religieuze.
- baron Guy (1927-2018) die huwde met barones Marina de Crombrugghe de Looringhe. Zij kregen zes kinderen onder wie Marie-Hélène (1954) die gehuwd is met aartshertog Rudolf van Oostenrijk, de oudste zoon van Karel Lodewijk van Oostenrijk en prinses Yolande de Ligne.